# À l'envers (album)
Pour les articles homonymes, voir À l'envers.
Albums de Steeve Estatof
Le Poison Idéal
(2008)
Singles
1. Garde-moi
Sortie : 25 mai 2004
2. 1977
Sortie : 2004
3. Ma vie devant toi
Sortie : 5 avril 2005

À l'envers est le titre du premier album du chanteur Steeve Estatof, qui a composé lui-même cinq chansons. Il est sorti en 2004.
Il a collaboré entre autres avec Axel Bauer, David Hallyday, Daran, Olivier Schultheis et Jean-Pierre Pilot (ex-membre d'Indochine).
Bien que marqué pop afin de rendre l'album plus abordable pour les fans de l'émission La Nouvelle Star dont il est issu, l'album contient tout de même quelques chansons rock, voire punk ou grunge (ce sont souvent les chansons composées par Steeve lui-même).

## Titres de l'album
| No  | Titre                | Auteur                                                  | Durée |
| --- | -------------------- | ------------------------------------------------------- | ----- |
| 1.  | Garde-moi            | Julien Tournel, D. Victory                              | 3:05  |
| 2.  | Je m'en foutre       | Steeve Estatof                                          | 3:15  |
| 3.  | Un peu de nous deux  | Ilhem Kadid, Axel Bauer                                 | 4:40  |
| 4.  | Ma vie devant toi    | Ilhem Kadid, David Hallyday                             | 3:55  |
| 5.  | Le succès rend con   | Fred Orphan, Daran                                      | 3:54  |
| 6.  | Stella               | Christophe Casanave, Najoua Mazouri                     | 4:00  |
| 7.  | Enfin                | Steeve Estatof                                          | 3:17  |
| 8.  | Le temps, le héros   | Steeve Estatof                                          | 3:37  |
| 9.  | Je n'entends rien    | Steeve Estatof, Julien Tournel, D. Victory              | 4:04  |
| 10. | Si je reviens        | Olivier Béranger, Jean-Pierre Pilot, Olivier Schultheis | 2:56  |
| 11. | 1977                 | Steeve Estatof                                          | 4:09  |
| 12. | Why (chanson cachée) |                                                         | 3:28  |

## Crédits
| - Axel Bauer - basse, guitare ("Un peu de nous deux") - Jean-François Berger - synthétiseur - François Bodin - guitare ("Si je reviens") - Roman Chelminski - guitare - Daran - guitare ("Le succès rend con") - Geoff Dugmore - batterie ("Un peu de nous deux") - Steeve Estatof - chanteur, guitare - Michael Filonow - photographie - Erik Fostinelli - basse ("Le succès rend con") | - Dominique Grimaldi - basse - Sylvain Joasson - batterie ("Le succès rend con") - Michel-Yves Kochmann - guitare - Johan Ledoux - basse, guitare - David Lefèvre - basse ("La vie devant toi") - Hubert Motteau - batterie - Marc Perier - basse ("Stella") - Jean-Pierre Pilot - piano, synthétiseur ("Si je reviens") - Matthieu Rabaté - batterie |